# Dexlansoprazole
Le dexlansoprazole est un inhibiteur de la pompe à protons (IPP). Il s'agit de l'énantiomère dextrogyre du lansoprazole.

## Commercialisation
Ce médicament n’est pas disponible en France, mais il est commercialisé aux États-Unis depuis 2009, et au Canada depuis 2010 et en Suisse sous la marque Dexilant en dosage 30 mg ou 60 mg

## Indications
Le dexlansoprazole est approuvé pour le traitement des brûlures d'estomac associées au reflux gastro-œsophagien non érosif, la guérison de toutes les formes d'œsophagite érosive, ainsi que l'entretien de l'œsophagite érosive lors de la guérison.